# Claude François de Malet
Claude François de Malet (Dole, 28 giugno 1754 – Parigi, 29 ottobre 1812) è stato un generale francese, autore di un tentativo di colpo di Stato contro Napoleone Bonaparte, mentre questi era impegnato nella campagna di Russia del 1812.

## Biografia

### Primi anni
Nato in una famiglia dell'aristocrazia della Franca Contea, cominciò la carriera militare a 17 anni come moschettiere e fu congedato con lo scioglimento del suo reggimento nel 1775. Pronunciatosi a favore della rivoluzione al contrario di Claude-Joseph de Malet (1759-1833), il fratello minore realista fedele all'ancien régime per tutta la vita, venne diseredato dalla famiglia; capo della Guardia nazionale di Dole, partecipò alla Festa della Federazione nel 1790 a Parigi e poi servì col grado di capitano nel 50º Reggimento di fanteria dell'Armata del Reno. Congedato nel 1795, riprese servizio due anni dopo come capo di Stato Maggiore della V Divisione militare e poi del generale Championnet nell'Armata delle Alpi nel 1799. Nominato generale il 19 ottobre 1799, combatté in Svizzera nel 1801: Championnet e Masséna lo citano con onore in diversi bollettini. Malet si dimostrò ostile al Consolato di Napoleone Bonaparte.

### Cospiratore repubblicano
Esonerato dal servizio attivo, comandò il dipartimento militare di Bordeaux e votò contro il Consolato a vita, poi contro l'Impero. Relegato a Les Sables-d'Olonne, la sua opposizione fu ancora più netta e invano si cercò di conquistarlo con l'onorificenza della Legion d'onore.
Alla proclamazione dell'impero, Malet mandò una lettera di felicitazioni a Napoleone: «Cittadino primo Console, noi uniamo i nostri voti a quelli dei francesi che desiderano vedere la loro patria felice e libera. Se un impero ereditario è l'unico rifugio contro le fazioni, siate imperatore ma impiegate tutta l'autorità che la vostra suprema magistratura vi dà al fine che questa nuova forma di governo sia costituita in modo da preservarci dall'incapacità o dalla tirannia dei vostri successori e che, cedendo una parte così preziosa della nostra libertà, non ci accada d'incorrere un giorno nel rimprovero dei nostri figli di aver sacrificata la loro». Nello stesso tempo diede le dimissioni, scrivendo al generale di divisione Gobert: «Ho pensato che quando si è stati costretti da circostanze imperiose a dare una tale adesione, occorresse metterci dignità e non somigliare troppo ai ranocchi che richiedono un re».
Messo a disposizione e poi in congedo nel 1805, fu nominato governatore di Pavia e poi di Roma, ma fu cacciato dal principe Eugenio di Beauharnais per propaganda repubblicana e carcerato dal 1807 al 1808.
Malet appartenne probabilmente ai Filadelfi, una società segreta repubblicana; è certo che ordì una cospirazione nel 1808, quando l'Imperatore era in Spagna ma, tradito da un complice, fu arrestato con altre 55 persone, incarcerato nel 1809 e poi internato in ospedale, dove mise a punto il suo tentativo di colpo di Stato. Fu inoltre massone, membro della loggia di Niort.

### Il colpo di Stato del 1812
Qui preparò i decreti da sottoporre all'approvazione del Senato nei quali si dichiarava la decadenza del governo militare e l'istituzione di un governo provvisorio. Malet stesso sarebbe stato il comandante militare di Parigi, e il governo sarebbe stato composto dal presidente Carnot, dal generale Moreau, vice presidente, dal maresciallo di Francia Augereau, da Bigonnet, legislatore, dal conte Frochot, prefetto della Senna, da Florent-Guiot, legislatore, da Destutt de Tracy, economista, dal vice ammiraglio Truguet, e dai senatori Volney, Garrat, de Montmorency e de Noailles.
Tutte queste persone erano in realtà all'oscuro del solitario piano di Malet, che aveva preparato per ciascun componente del governo una documentazione costituita da istruzioni, decisioni del Senato, proclami, chiusa in dispacci affidati alla custodia di un prete spagnolo, in via Saint-Gilles, presso la caserma della 10ª legione.
Sfuggito alla distratta sorveglianza cui era sottoposto, nella notte fra il 22 e il 23 ottobre Malet, vestito della sua uniforme di generale di brigata, si presentò alla prigione parigina della Force e, con falsi ordini, ne fece uscire i generali Lahorie e Guidal, annunciando che Napoleone era morto il 7 ottobre davanti a Mosca - di Napoleone, da mesi assente dalla Francia perché impegnato nella campagna di Russia, mancavano da qualche tempo notizie a causa delle difficoltà delle comunicazioni – e che il Senato aveva preso delle misure straordinarie. I tre generali andarono poi nella caserma della Guardia municipale che obbedì ai loro ordini, imitata dalla 10ª coorte della Guardia nazionale.
Un distaccamento comandato da Lahorie si diresse all'abitazione del duca di Rovigo, ministro della polizia, e lo condusse in prigione; un altro distaccamento arrestò il prefetto di polizia Pasquier, un terzo si diresse all'Hôtel de Ville e prese posizione in piazza de Grève, mentre i suoi comandanti si facevano consegnare le chiavi della Saint-Jean, la campana a martello dell'Hôtel, chiamarono il prefetto Frochot, e fecero preparare la sala per il governo provvisorio.
Malet si diresse poi al Quartier generale di Place Vendôme, che si dichiarò pronto a mettersi a sua disposizione, ma prima il generale Hulin gli chiese dei chiarimenti; a quel punto un ufficiale di polizia militare riconobbe Malet, si gettò su di lui, lo disarmò e lo fece arrestare.
I generali Malet, Guidal e Lahorie, tradotti il 29 ottobre 1812 davanti a un consiglio di guerra, furono fucilati quello stesso giorno nella piana di Grenelle, oggi un quartiere parigino. Furono giustiziate in tutto dodici persone, fra le quali il colonnello Soulier, l'ingenuo comandante della 10ª coorte, e altri ufficiali trascinati nell'avventura dai loro comandanti.